# International Trot

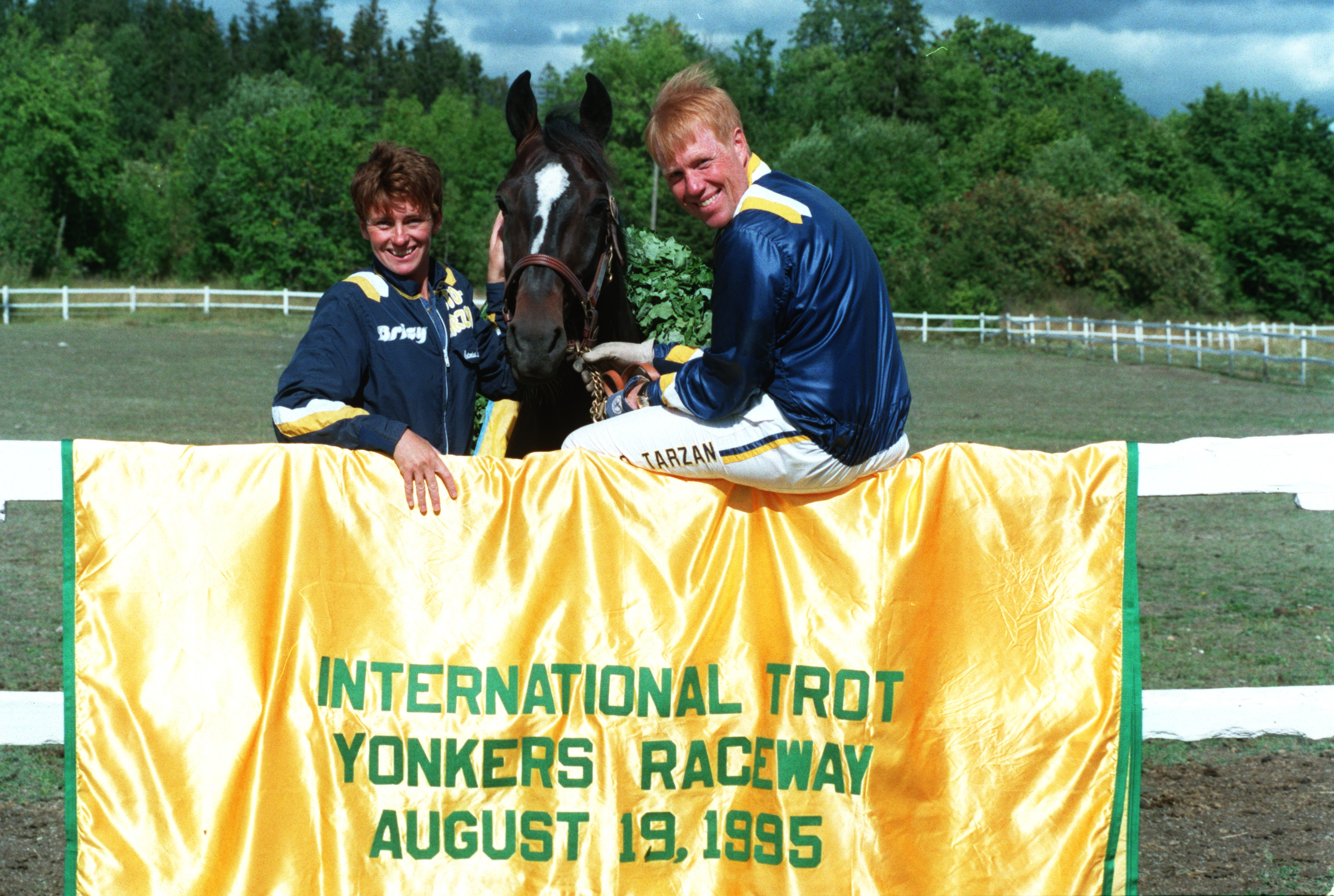
L’édition 1995 de l’International Trot sur le Yonkers Raceway (New-York)

L'International Trot est une course hippique de trot attelé qui se déroulait au Roosevelt Raceway aux États-Unis, sur Long Island, dans la banlieue sud de New York, jusqu'en 1987, puis sur le Yonkers Raceway à Yonkers, au nord de New-York depuis 1988. 

## Historique
Disputé sur 2 011 mètres, l'International Trot était organisé pour faire se rencontrer les champions des continents américain et européen. Il était, de ce fait, considéré comme un championnat du monde officieux. La première édition eut lieu en 1959 et vit la victoire du champion français Jamin. L'épreuve fut supprimée en 1996 mais le 25 octobre 2014, une nouvelle édition est organisée sur l'hippodrome de Yonkers Raceway. Sur les huit partants, seuls deux européens prennent part à la course et la course est alors dotée de 250 000 $ grâce aux revenus du casino installé à Yonkers depuis 2006. En 2015, l'épreuve s'internationalise davantage et voit son allocation monter à 1 000 000 €. Elle se court sur 2 011 m, départ à l'autostart,.
Jusqu'en 1989, une autre course faisait office de revanche une semaine plus tard, la Challenge Cup. Neuf chevaux ont réussi le doublé la même année : 
- Hairos II, 1960
- Fresh Yankee, 1970
- Une de Mai, 1971
- Speedy Crown, 1972
- Savoir, 1975
- Classical Way, 1980
- Idéal du Gazeau, 1981, 1983
- Lutin d'Isigny, 1984, 1985
- Mack Lobell, 1988

## Palmarès
| Année     | Vainqueur                                  | S/A                                        | Pays                                       | Père                                       | Driver                                     | Deuxième                                   | Troisième                                  | Réd.km                                     |
| --------- | ------------------------------------------ | ------------------------------------------ | ------------------------------------------ | ------------------------------------------ | ------------------------------------------ | ------------------------------------------ | ------------------------------------------ | ------------------------------------------ |
| 2024      | Jiggy Jog                                  | F.5                                        | Suède                                      | Walner                                     | Dexter Dunn                                | Periculum                                  | Idéal San Leandro                          | 1'12"1                                     |
| 2023      | Vivid Wise As                              | M.9                                        | Italie                                     | Yankee Glide                               | Matthieu Abrivard                          | Jiggy Jog                                  | Bengurion Jet                              | 1'11"2                                     |
| 2022      | Cokstile                                   | M.9                                        | Norvège                                    | Quite Easy                                 | VP Dell’Annunziata                         | Back of The Neck                           | It's Academic                              | 1'11"1                                     |
| 2021      | Pas d'édition                              | Pas d'édition                              | Pas d'édition                              | Pas d'édition                              | Pas d'édition                              | Pas d'édition                              | Pas d'édition                              | Pas d'édition                              |
| 2020      | Course non disputée (pandémie de Covid-19) | Course non disputée (pandémie de Covid-19) | Course non disputée (pandémie de Covid-19) | Course non disputée (pandémie de Covid-19) | Course non disputée (pandémie de Covid-19) | Course non disputée (pandémie de Covid-19) | Course non disputée (pandémie de Covid-19) | Course non disputée (pandémie de Covid-19) |
| 2019      | Zacon Gio                                  | M.4                                        | Italie                                     | Ruty Grif                                  | Roberto Vecchione                          | Slide So Easy                              | Marion Marauder                            | 1'11"7                                     |
| 2018      | Cruzado Dela Noche                         | M.6                                        | États-Unis                                 | Muscle Massive                             | Brian Sears                                | Lionel                                     | Up and Quick                               | 1'11"6                                     |
| 2017      | Twister Bi                                 | M.5                                        | Italie                                     | Varenne                                    | Christoffer Eriksson                       | Marion Marauder                            | Oasis Bi                                   | 1'10"7                                     |
| 2016      | Resolve                                    | M.5                                        | États-Unis                                 | Muscle Hill                                | Ake Svanstedt                              | Oasis Bi                                   | Flanagan Memory                            | 1'11"3                                     |
| 2015      | Papayago E.                                | M.5                                        | Norvège                                    | Coktail Jet                                | Ulf Ohlsson                                | Timoko                                     | Creatine                                   | 1'12"6                                     |
| 2014      | Natural Herbie                             | H.4                                        | États-Unis                                 | Here Comes Herbie                          | Verlin Yoder                               | Commander Crowe                            | Bee a Magician                             | 1'12"4                                     |
| 1996-2013 | Pas d'édition                              | Pas d'édition                              | Pas d'édition                              | Pas d'édition                              | Pas d'édition                              | Pas d'édition                              | Pas d'édition                              | Pas d'édition                              |
| 1995      | His Majesty                                | M.5                                        | Suède                                      | Idéal du Gazeau                            | Stefan Melander                            | S.J.'s Photo                               | Panifesto                                  | 1'12"8                                     |
| 1994      | Pas d'édition                              | Pas d'édition                              | Pas d'édition                              | Pas d'édition                              | Pas d'édition                              | Pas d'édition                              | Pas d'édition                              | Pas d'édition                              |
| 1993      | Giant Force                                | M.4                                        | États-Unis                                 | Meadow Road                                | John Patterson Jr                          | Meadow Prophet                             | Sea Cove                                   | 1'13"1                                     |
| 1992      | Atas Fighter L                             | M.7                                        | Suède                                      | Quick Pay                                  | Torbjörn Jansson                           | Night Court Dan                            | Ursulo de Crouay                           | 1'15"2                                     |
| 1991      | Peace Corps                                | F.6                                        | États-Unis                                 | Baltic Speed                               | Stig H. Johansson                          | Rêve d'Udon                                | Florida Jewel                              | 1'13"9                                     |
| 1990      | Rêve d'Udon                                | M.7                                        | France                                     | Ejakval                                    | Yves Dreux                                 | No Sex Please                              | Meadow Roland                              | 1'13"9                                     |
| 1989      | Kit Lobell                                 | F.4                                        | États-Unis                                 | Speedy Crown                               | Berndt Lindstedt                           | Indus                                      | Mack Lobell                                | 1'15"2                                     |
| 1988      | Mack Lobell                                | M.4                                        | États-Unis                                 | Mystic Park                                | John D. Campbell                           | A.J.´s Speed                               | Go Get Lost                                | 1'15"                                      |
| 1987      | Callit                                     | M.6                                        | Suède                                      | Tibur                                      | Karl O. Johansson                          | Potin d'Amour                              | Tabor Lobell                               | 1'16"4                                     |
| 1986      | Habib                                      | M.5                                        | Norvège                                    | Richthofen                                 | Ulf Thoresen                               | Robin's Wonder                             | Mack The Knife                             | 1'16"1                                     |
| 1985      | Lutin d'Isigny                             | M.8                                        | France                                     | Firstly                                    | Jean-Paul André                            | Sandy Bowl                                 | Ogorek                                     | 1'15"1                                     |
| 1984      | Lutin d'Isigny                             | M.7                                        | France                                     | Firstly                                    | Jean-Paul André                            | The Onion                                  | Crwon Wood                                 | 1'14"6                                     |
| 1983      | Idéal du Gazeau                            | M.9                                        | France                                     | Alexis III                                 | Eugène Lefèvre                             | Legolas                                    | Ianthin                                    | 1'17"2                                     |
| 1982      | Idéal du Gazeau                            | M.8                                        | France                                     | Alexis III                                 | Eugène Lefèvre                             | Zebu                                       | Nino Blazing                               | 1'17"6                                     |
| 1981      | Idéal du Gazeau                            | M.7                                        | France                                     | Alexis III                                 | Eugène Lefèvre                             | Jorky                                      | Pamir Brodde                               | 1'15"7                                     |
| 1980      | Classical Way                              | F.4                                        | États-Unis                                 | Speedy Scot                                | John Simpson Jr                            | Idéal du Gazeau                            | Petite Evander                             | 1'17"1                                     |
| 1979      | Doublemint                                 | M.4                                        | États-Unis                                 | Speedster                                  | Peter Haughton                             | Express Gaxe                               | Charme Asserdal                            | 1'18"7                                     |
| 1978      | Cold Comfort                               | M.4                                        | États-Unis                                 | Hickory Pride                              | Peter Haughton                             | Petite Evander                             | Hadol du Vivier                            | 1'15"2                                     |
| 1977      | Delfo                                      | M.6                                        | Italie                                     | Cinquale                                   | Sergio Brighenti                           | Bellino II                                 | Drapper Dillon                             | 1'16"7                                     |
| 1976      | Équiléo                                    | M.6                                        | France                                     | Paléo                                      | Bernard Froger                             | Bellino II                                 | Meadow Bright                              | 1'16"2                                     |
| 1975      | Savoir                                     | H.7                                        | États-Unis                                 | Star's Pride                               | Delmer Insko                               | Bellino II                                 | Surge Hanover                              | 1'15"6                                     |
| 1974      | Delmonica Hanover                          | F.5                                        | États-Unis                                 | Speedy Count                               | John Chapman                               | Keystone Gary                              | Dosson                                     | 1'16"8                                     |
| 1973      | Delmonica Hanover                          | F.4                                        | États-Unis                                 | Speedy Count                               | John Chapman                               | Spartan Hanover                            | Une de Mai                                 | 1'16"7                                     |
| 1972      | Speedy Crown                               | M.4                                        | États-Unis                                 | Speedy Scot                                | Howard Beissinger                          | Une de Mai                                 | Fresh Yankee                               | 1'17"1                                     |
| 1971      | Une de Mai                                 | F.7                                        | France                                     | Kerjacques                                 | Jean-René Gougeon                          | Fresh Yankee                               | Dart Hanover                               | 1'16"8                                     |
| 1970      | Fresh Yankee                               | F.7                                        | Canada                                     | Hickory Pride                              | Joe O'Brien                                | Tidalium Pelo                              | Stylish Major                              | 1'16"6                                     |
| 1969      | Une de Mai                                 | F.5                                        | France                                     | Kerjacques                                 | Jean-René Gougeon                          | Nevele Pride                               | Fresh Yankee                               | 1'16"2                                     |
| 1968      | Roquépine                                  | F.7                                        | France                                     | Atus II                                    | Jean-René Gougeon                          | Kentucky Fibber                            | Fresh Yankee                               | 1'18"7                                     |
| 1967      | Roquépine                                  | F.6                                        | France                                     | Atus II                                    | Henri Levesque                             | Fresh Yankee                               | Governor Armbro                            | 1'21"1                                     |
| 1966      | Armbro Flight                              | F.4                                        | Canada                                     | Star's Pride                               | Joe O'Brien                                | Roquépine                                  | Noble Victory                              | 1'15"2                                     |
| 1965      | Pluvier III                                | M.6                                        | Suède                                      | Hermès D.                                  | Gunnar Nordin                              | Steno                                      | Quioco                                     | 1'17"7                                     |
| 1964      | Speedy Scot                                | M.4                                        | États-Unis                                 | Speedster                                  | Ralph Baldwin                              | Su Mac Lad                                 | Pick Wick                                  | 1'15"7                                     |
| 1963      | Su Mac Lad                                 | M.9                                        | États-Unis                                 | Potomac Lad                                | Stanley Dancer                             | Martini II                                 | Tie Silk                                   | 1'15"7                                     |
| 1962      | Tie Silk                                   | M.6                                        | Canada                                     | Rodney                                     | Keith Waples                               | Su Mac Lad                                 | Porterhouse                                | 1'16"6                                     |
| 1961      | Su Mac Lad                                 | M.7                                        | États-Unis                                 | Potomac Lad                                | Stanley Dancer                             | Kracovie                                   | Tie Silk                                   | 1'16"7                                     |
| 1960      | Hairos II                                  | M.9                                        | Pays-Bas                                   | Kairos                                     | Willem Geersen                             | Crevalcore                                 | Silver Song                                | 1'16"6                                     |
| 1959      | Jamin                                      | M.6                                        | France                                     | Abner                                      | Jean Riaud                                 | Tornese                                    | Trader Horn                                | 1'18"                                      |